# Distrikt Colán
Der Distrikt Colán liegt in der Provinz Paita der Region Piura in Nordwest-Peru. Der Distrikt wurde am 8. Oktober 1840 gegründet. Er hat eine Fläche von 123 km². Beim Zensus 2017 lebten 15.608 Einwohner im Distrikt. Im Jahr 1993 betrug die Einwohnerzahl 11.661, im Jahr 2007 12.332. Verwaltungssitz ist die 15 m hoch gelegene Stadt Pueblo Nuevo mit 12.116 Einwohnern (Stand 2017). Pueblo Nuevo liegt 21 km nordnordöstlich der Provinzhauptstadt Paita.

## Geographische Lage
Der Distrikt Colán liegt an der Pazifikküste nördlich der Provinzhauptstadt Paita. Im Norden wird der Distrikt vom Río Chira begrenzt.
Der Distrikt Colán grenzt im Norden an den Distrikt Vichayal, im Osten an die Distrikte Amotape, El Arenal und La Huaca sowie im Süden an den Distrikt Paita.